# Сирнино (Смолянська область)
Си́рнино (болг. Сърнино) — село в Смолянській області Болгарії. Входить до складу общини Смолян.

## Населення
За даними перепису населення 2011 року у селі проживали 7 осіб.
Розподіл населення за віком у 2011 році:
Динаміка населення: